# Jedlina Zdrój
Jedlina Zdrój (Duits: Bad Charlottenbrunn) is een stad in het Poolse woiwodschap Neder-Silezië, gelegen in de powiat Wałbrzyski. De oppervlakte bedraagt 17,47 km², het inwonertal 5155 (2005).

## Verkeer en vervoer
- Station Jedlina Zdrój